# SS Decontrol
SSD (Society System Decontrol) — американський стрейт-едж хардкор гурт із Бостона, створений у 1981 році.
Вони випустили дві платівки як гурт SS Decontrol, а потім офіційно змінили назву на SSD. 
Гурт SSD випустив ще дві платівки, перша — з елементами хардкор-панку та heavy metal, друга — в жанрі heavy metal. 
Гурт часто називають просто як SSD, включаючи період SS Decontrol.

## Історія
Гурт SS Decontrol створив Ел Баріл (Al Barile), автор пісень і гітарист гурту. На той час Баріл був машиністом на заводі General Electric у Лінні, штат Массачусетс і студентом Північно-східного університету.
Влітку 1981 року гурт SS Decontrol почав виступати на невеликих майданчиках, наприклад, Gallery East, по всій Бостонській агломерації.
Гурт швидко здобув популярність на місцевій музичній сцені завдяки інтенсивним, зарядженим виступам і провокаційним витівкам учасників стрейт-едж руху Boston Crew.
SS Decontrol (SSD) разом із гуртами DYS і Negative FX, був частиною стрейт-едж руху Boston Crew, фанати руху подорожували країною з SSD та іншими бостонськими хардкор-гуртами.
Оригінальний склад гурту:
- Ел Баріл (Al Barile) — гітара,
- Девід Спрінг (David Spring, Springa) — вокал,
- Хайме Скіараппа (Jaime Sciarappa) — бас,
- Кріс Фолі (Chris Foley) — барабани.[4]

Гурт SS Decontrol випустив свій дебютний альбом The Kids Will Have Their Say на власному лейблі X-Claim у 1982 році.
З випуском альбому допоміг друг і прихильник — Ян Маккей з Dischord Records, логотип лейблу Dischord Records з'явився на задній обкладинці альбому.
У 1983 році гурт запросив додаткового гітариста, Франсуа Левеска (Francois Levesque).
Гурт випустив міні-альбом Get It Away, який багато хто вважав їхнім найкращим записом і таким, що допоміг сформувати бостонську стрейт-едж сцену.
Вінілові платівки Get It Away та The Kids Will Have Their Say, виготовлені лейблом X-Claim, наразі колекційна рідкість.
Як і багато хардкор-гуртів середини 1980-х, особливо в Бостонській агломерації, SSD почав рухатися в напрямку heavy metal.
У 1984 році гурт підписав контракт з бостонським лейблом Modern Method і випустив міні-альбом «How We Rock» в жанрі хардкор-панк з елементами heavy metal, з чималою кількістю тривалих гітарних соло. 
Після підписання контракту з Homestead у 1985 році вони випустили платівку в жанрі heavy metal, Break It Up. 
Гурт SSD розпався в листопаді того ж року.
Скотт Шиндер (Scott Schinder), у своїй книзі «Alt-Rock-a-Rama», описав гурт SSD, як «найважливіший хардкор-гурт, який вийшов із Нової Англії».

## Інші проєкти учасників гурту
Ел Баріл сформував гурт Gage, Хайме Скіараппа приєднався до гурту Slapshot, а Девід Спрінг був учасником гуртів Razorcaine та Die Blitzkinder.

## Дискографія

### SS Decontrol
- 1981 : How Much Art (Demo, autopublication)
- 1982 : The Kids Will Have Their Say (LP, XClaim! Records / Dischord Records)
- 1983 : Get It Away (EP, XClaim!)

### SSD
- 1984 : How We Rock (LP, Modern Method Records)
- 1985 : Break It Up (LP, Homestead Records)
- 1993 : Power (Compilation, Taang! Records)
- 1992 : Jolly Old Saint Nicholas (7", Single, Taang! Records, Limited Edition)

### Збірники різних виконавців
- A Boston Rock Christmas (various artists compilation, Boston Rock, 1983) – "Jolly Old St. Nick"

## Інші джерела
- Boston hardcore
- Music of Massachusetts